# Montiers
Montiers település Franciaországban, Oise megyében. Lakosainak száma 396 fő (2022. január 1.). Montiers Léglantiers, Ménévillers, La Neuville-Roy, Pronleroy, Saint-Martin-aux-Bois és Wacquemoulin községekkel határos.

## Népesség
A település népességének változása:
| Lakosok száma | 408  | 418  | 433  | 427  | 418  | 412  | 406  | 402  | 396  |
|               | 2013 | 2015 | 2016 | 2017 | 2018 | 2019 | 2020 | 2021 | 2022 |